# Valtra
Valtra Oy Ab [ˈʋɑltrɑ] ist ein Tochterunternehmen des US-amerikanischen Konzerns AGCO, das Landmaschinen unter dem Markennamen Valtra produziert. Die Fertigungsstätten befinden sich am Hauptsitz in Suolahti, Finnland und in Mogi das Cruzes, Brasilien (östlich von São Paulo). Es werden insgesamt rund 1.700 Mitarbeiter an beiden Standorten beschäftigt.
In erster Linie produziert Valtra Traktoren in verschiedenen Größen- und Leistungsklassen für den weltweiten Verkauf. Speziell für den europäischen Markt stellt das Unternehmen zudem Frontlader und Generatoren her. In Brasilien werden neben Traktoren auch Mähdrescher, Zuckerrohrerntemaschinen, selbstfahrende Feldspritzen, Drillmaschinen und Einzelkornsämaschinen unter der Marke Valtra angeboten.

## Geschichte

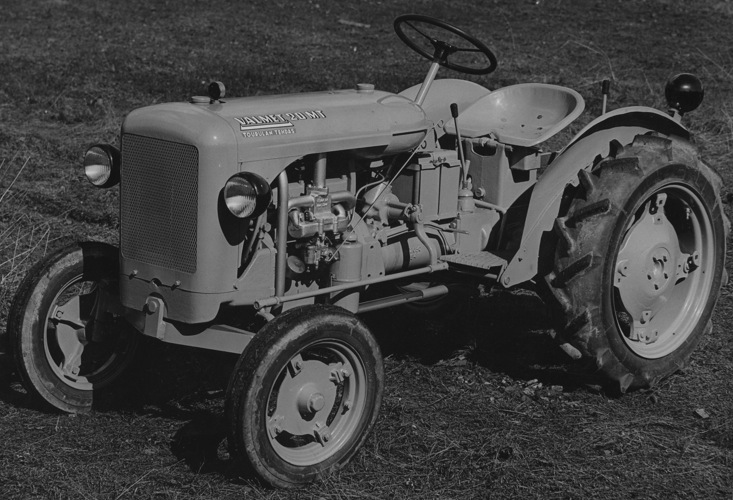
Die Produktion des Valmet 20 startete 1954.

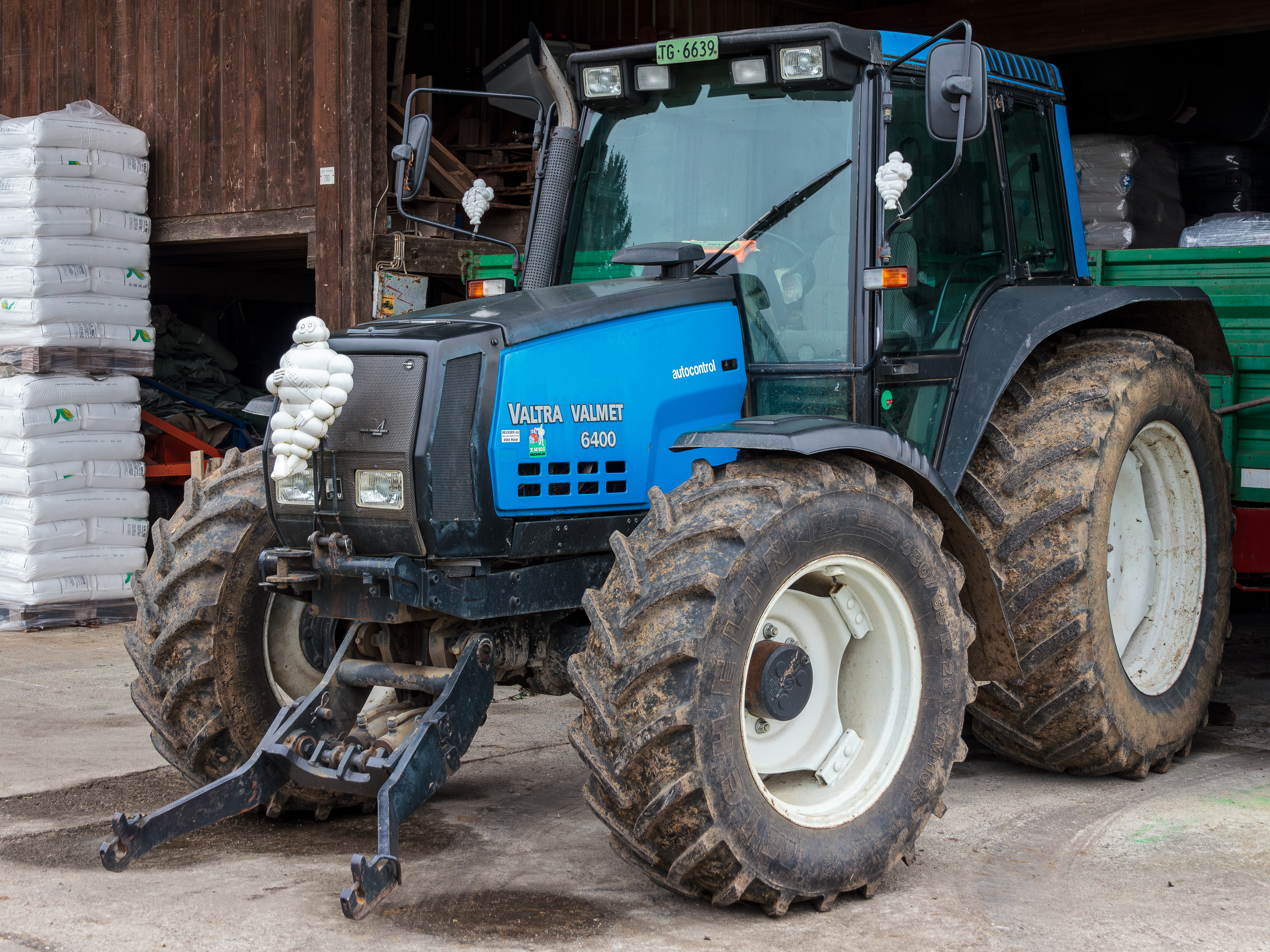
Valtra Valmet 6400

Ende der 1940er Jahre begann die staatliche Kanonenfabrik in Finnland Valtion Tykkitehtaat mit der Entwicklung eines Traktors und baute auch einen Prototyp. Dieser entsprach jedoch nicht den Erwartungen. Man ging daher einen anderen Weg und übertrug das Projekt den neu gegründeten staatlichen Metallwerken Valtion Metallitehtaat (ab 1951 zu Valmet verkürzt). Aus verschiedenen Komponenten wurde dort ein neuer Prototyp zusammengebaut und 1952 erstmals der Öffentlichkeit vorgestellt. Anschließend begann die Produktion und die Absatzzahlen stiegen in den darauffolgenden Jahren sprunghaft an. So wurden 1955 bereits mehr als 2000 Valmet-Traktoren hergestellt.
Ende der 1950er Jahre erhielt Valmet vom brasilianischen Staat nach Durchlaufen eines Ausschreibungsverfahrens die Erlaubnis für die Produktion von Traktoren in Brasilien und eröffnete daraufhin 1960 eine Fabrik östlich von São Paulo.
Im Jahr 1980 übernahm Valmet die Traktorsparte von Volvo, nachdem sich der schwedische Hersteller ein Jahr zuvor dazu entschieden hatten die Landmaschinenproduktion einzustellen. Die Traktoren trugen anfangs den Markennamen Volvo BM Valmet und später Volvo Valmet.
Valmet blieb bis 1993 ein Staatsbetrieb und wurde anschließend privatisiert. So kam die Valmet-Traktorenfabrik 1994 zum ebenfalls privatisierten Sisu-Konzern. 1996 entstanden 13.000 Diesel-Motoren. Sisu wiederum wurde 1997 mit dem finnischen Großkonzern Partek-Gruppe verschmolzen und Sisu-Tractors wurde umbenannt in Valtra Oy. Im Rahmen des Verkaufs wurden die Nutzungsrechte der Marke Valmet für Traktoren bis April 2001 befristet, so dass ab 1997 zunächst unter dem Eigentümer Partek die Doppelmarke Valtra Valmet etabliert wurde, ehe schließlich im Januar 2001 die endgültige Umbenennung in Valtra erfolgte. 2002 wurde Partek durch Kone übernommen. Kone wiederum verkaufte 2004 Valtra an AGCO.

## Produkte

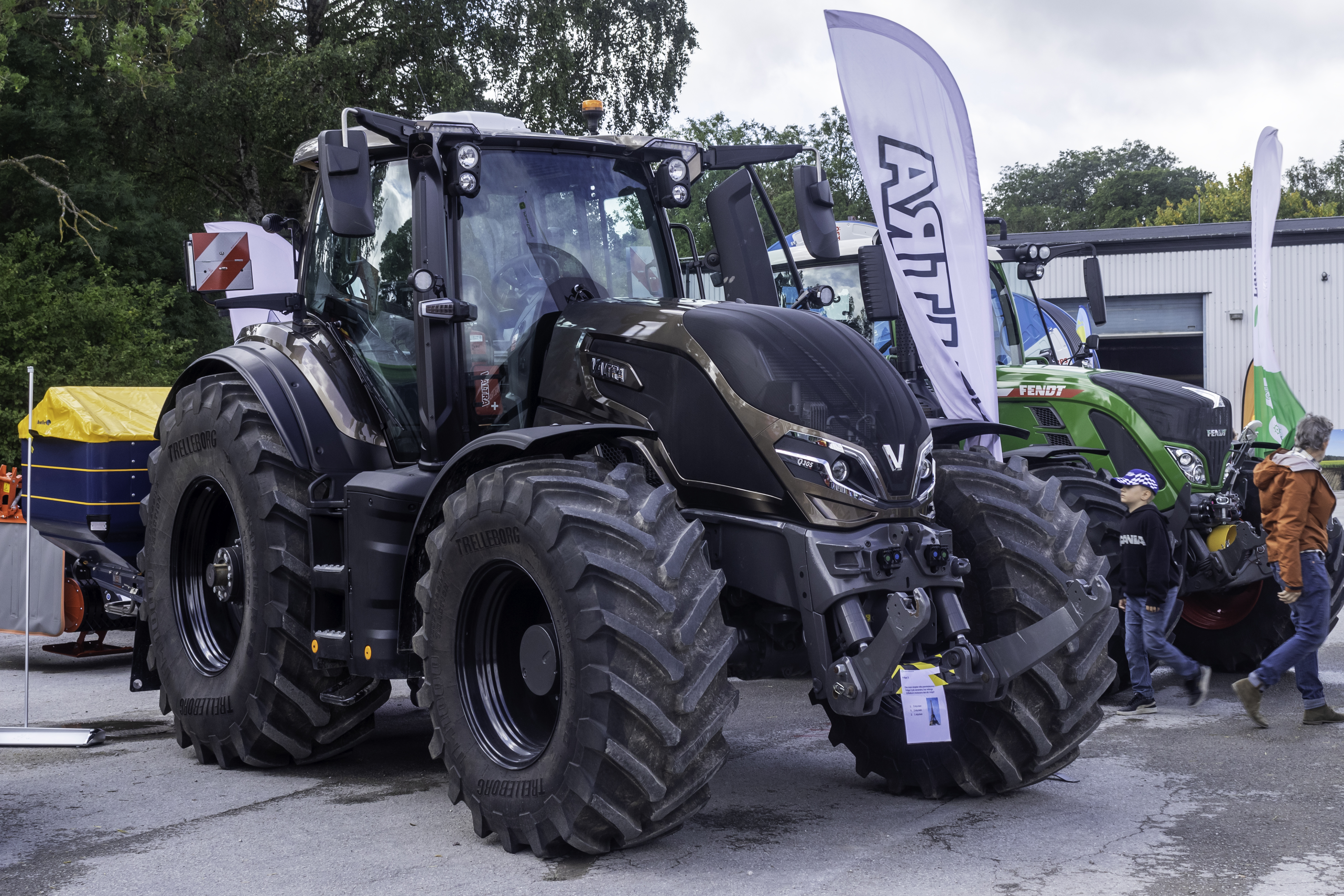
Valtra Q305 (2022 eingeführt)

Valtra produziert hauptsächlich Traktoren in verschiedenen Größen- und Leistungsklassen. Dazu gehören zum einen Schmalspurschlepper der 2019 eingeführten F-Serie mit einer Leistung zwischen 75 und 103 PS. Zum anderen werden seit 2003 Kompakttraktoren der A-Serie angeboten, bei der das Leistungsspektrum in der aktuellen Modellgeneration von 75 bis 135 PS reicht. Darüber hinaus baut Valtra seit 2020 Standardschlepper der G-Serie mit 105 bis 145 PS, seit 2005 die N-Serie mit einer Leistung von 135 bis 201 PS und seit 2007 die T-Serie mit 155 bis 271 PS. Noch leistungsstärker ist die im Jahr 2022 eingeführte Q-Serie mit 205 bis 305 PS. Die S-Serie ist das Flaggschiff von Valtra und wurde 2001 eingeführt. Das Leistungsspektrum liegt in dieser Serie bei 280 bis 420 PS.
Neben den Traktoren stellt das Unternehmen auch Frontlader und Stromerzeugungsaggregate von 60 kVA bis 250 kVA her. Für den brasilianischen bzw. südamerikanischen Markt bietet Valtra eine eigene Produktpalette bestehend aus Traktoren, Mähdreschern, Zuckerrohrerntemaschinen, selbstfahrenden Feldspritzen und Sämaschinen an.